# Просеник (дем Долна Джумая)
Вижте пояснителната страница за други населени места с името Просеник.
Просеник или Просяник (изписване до 1945 година: Просѣникъ, местно произношение Просяник, на гръцки: Σκοτούσσα, Скотуса, до 1926 година Πρόσνικ, Просник) е село в Гърция, Егейска Македония, в дем Долна Джумая (Ираклия), област Централна Македония с 1415 жители (2011).

## География
Селото е разположено на 15 километра северозападно от град Сяр (Серес), на железопътната линия Кулата - Валовища - Сяр - Драма.

## История

### Етимология
Според Йордан Н. Иванов името е от просо и наставка -нѝк, както Ръженѝк.

### В Османската империя
През XIX век и началото на XX век, Просеник е чисто българско село, числящо се към Сярската каза на Османската империя. В „Етнография на вилаетите Адрианопол, Монастир и Салоника“, издадена в Константинопол в 1878 година и отразяваща статистиката на населението от 1873, Просеник (Prossénik) е посочено като село със 112 домакинства, като жителите му са 380 българи.
В 1891 година Георги Стрезов определя селото като част от Овакол и пише:
| „ | Просеник, 2 1/2 час на З от Сяр; път равен, но блатист. Една част от земята е чифлик на много притежатели. Нова гъркоманска църква „Св. Гьорги“ с хубава звънарница; гръцко училище с 45 ученика. 70 къщи български. | “ |

През 1891 година Васил Кънчов посещава Сярско и оставя интересни бележки за стопанския напредък на селото. Ето какво пише той:
| „ | Особено е забогатяло с. Просеник, което лежи на много плодородна земя; откупило се е от своя бег, но не е изгубило неговото покровителство. В къси години селото окончателно се е преобразило, липсали са бедните колибки и наместо тях са се появили хубавички двуетажни къщи. Дворовете са заградени. Селяните имат прекрасна черква и добро училище, дохождат в града с коне, облечени чисто и прилично. Отиват на Св. Гора; някои даже са достигнали до Ерусалим. Всичките околни села гледат със завист на просеничани. | “ |

Според статистиката на Кънчов („Македония. Етнография и статистика“) от 1900 година селото брои 900 жители, всички българи християни. Всички християни от Просеник са патриаршисти, под ведомството на Цариградската патриаршия. По данни на секретаря на Българската екзархия Димитър Мишев („La Macédoine et sa Population Chrétienne“) в 1905 година в селото живеят 1280 българи патриаршисти гъркомани. В селото има 1 начално гръцко училище с 1 учител и 30 ученици.
В началото на 1909 година около 60 семейства от селото преминават в лоното на Българската екзархия.
Според училищния инспектор към Българската екзархия в Сяр Константин Георгиев през 1910 година в Просеник учителстват Стоил Димитров и З. Стоянова. Учениците са 25 момчета и 20 момичета. Училището се използва само от гъркоманите.
При избухването на Балканската война в 1912 година 6 души от Просеник са доброволци в Македоно-одринското опълчение.

### В Гърция
През войната селото е освободено от българската армия, но след Междусъюзническата война Просеник попада в Гърция. През 1926 година е прекръстено от гръцките власти на Скотуса по името на едноименния античен град.
В 1920 - 1927 година е построена църквата „Свети Георги“.
| Име                                | Име               | Ново име     | Ново име     | Описание                                                                        |
| ---------------------------------- | ----------------- | ------------ | ------------ | ------------------------------------------------------------------------------- |
| Капсида                            | Καψίδα            | Агона        | Άγονα        | от капсида, „вид почва“, „изгоряло място“, от гръцкото καψίδα, „изгоряло място“ |
| Кондур Караагач или Кудур Караагач | Κουντούρ Καραγάτς | Микра Дендра | Μικρά Δένδρα | възвишение на ЮЮЗ от Топалово (26 m)                                            |
| Малаалпи                           | Μαλααλπί          | Мистри       | Μυστρί       |                                                                                 |
| Корасмат                           | Κορασμάτι         | Диаставросис | Διασταύρωσις |                                                                                 |
| Копла                              | Κόπλα             | Скамата      | Σκάμματα     | местност на ССИ от Просеник, по левия бряг на Белица                            |
| Търнок                             | Ταρνόκι           | Петалон      | Πέταλλον     | местност на ССИ от Просеник, по левия бряг на Белица                            |

## Личности
Родени в Просеник
- Андон Ангелов, македоно-одрински опълченец, 22-годишен, земеделец, 1 рота на 11 сярска дружина, носител на орден „За храброст“ IV степен[17]
- Антониос Думбас (? - 1944), деец на гръцката въоръжена пропаганда в Македония[18]
- Атанас Василев (1887 – ?), македоно-одрински опълченец, четата на Дончо Златков[19]
- Атанас Карайованов, български революционер, деец на ВМОРО, умрял преди 1918 г.[20]
- Атанас Хаджипантазиев (1883 – 1907), гръцки андартски капитан
- Васил Николов (1887 – ?), македоно-одрински опълченец, 1 рота на 11 сярска дружина, носител на кръст „За храброст“ IV степен[21]
- Дафина Просенишка, българска народна певица
- Запро Стаматов (1886 – ?), македоно-одрински опълченец, 1 рота на 11 сярска дружина[22]
- Замприс Цятарос, деец на гръцката пропаганда в Македония[23]
- Илия Ангелов, български опълченец, V опълченска дружина[24]
- Илия Петров (1892 – ?), македоно-одрински опълченец, 1 рота на 11 сярска дружина[25]
- Илияс Мильос, деец на гръцката пропаганда в Македония[26]
- Константинос Папаниколау, гръцки агент (трети клас) на гръцка андартска чета в Македония[27]
- София Хаджипантазиева, гръцка андартска деятелка
- Томас Зембирис, деец на гръцката пропаганда в Македония[28]
- Щерю Влахов (1884 – 1924), български революционер

Свързани с Просеник
- Василис Продрому, гръцки певец
- Димитрис Ризопулос (р. 1984), гръцки волейболист

## Побратимени градове
Просеник е побратимен град или партньор с:
- Белово, България[29]